# Reds (rugby a 15)
I Reds (in precedenza Queensland Reds) sono una squadra professionistica australiana di rugby a 15 con sede a Brisbane e diretta filiazione dell'associazione rugbistica del Queensland.
Dall'istituzione del Super 12 i giocatori stipulano un contratto sia con la società che con il Queensland Rugby Union. Il colore della franchigia è il rosso ma è spesso utilizzato anche l'amaranto mentre il simbolo è il koala.
Gioca le partite casalinghe al Lang Park di Brisbane.
Il primo titolo Super Rugby è stato conquistato dai Reds nel 2011 battendo in finale i Crusaders 18-13.

## Cronologia
| Cronistoria dei Queensland Reds |
| --- |
| - 1996 · Costituzione della franchigia dei Queensland Reds sotto l'egida della QRU - 1996 · 1º Super 12 (sconfitta in semifinale) - 1997 · 10º Super 12 - 1998 · 5º Super 12 - 1999 · 1º Super 12 (sconfitta in semifinale) - 2000 · 7º Super 12 - 2001 · 4º Super 12 (sconfitta in semifinale) - 2002 · 5º Super 12 - 2003 · 8º Super 12 - 2004 · 10º Super 12 - 2005 · 10º Super 12 - 2006 · 12º Super 14 - 2007 · 14º Super 14 - 2008 · 12º Super 14 - 2009 · 13º Super 14 - 2010 · 5º Super 14 - 2011 · 1º Conference Australia Super Rugby Campione del Super Rugby (1º titolo) - 2012 · 1º Conference Australia Super Rugby (sconfitta nei preliminari) - 2013 · 2º Conference Australia Super Rugby (sconfitta nei preliminari) - 2014 · 4º Conference Australia Super Rugby - 2015 · 4º Conference Australia Super Rugby - 2016 · 4º Conference Australia Super Rugby - 2017 · 3º Conference Australia Super Rugby - 2018 · 4º Conference Australia Super Rugby - 2019 · 4º Conference Australia Super Rugby - 2020 · Conference Australia Super Rugby |

## Allenatori
- 1996-2000  John Connolly
- 2001-2002  Mark McBain
- 2002-2003  Andrew Slack
- 2004-2007  Jeff Miller
- 2007-2008  Eddie Jones
- 2008-2010  Phil Mooney
- 2010-2013  Ewen McKenzie
- 2016  Matt O'Connor
- 2013–2016  Richard Graham
- 2016–2017  Nick Stiles
- 2017-  Brad Thorn

## Palmarès
- Super Rugby: 1
  - 2011
- Super Rugby AU: 1
  - 2021

## Giocatori celebri
| - Mark Connors - David Croft - Dan Crowley - John Eales - Elton Flatley - Michael Foley - Peter Grigg - Sean Hardman - Daniel Herbert - Tim Horan - Toutai Kefu - Chris Latham - Jason Little | - Michael Lynagh - Rod McCall - Paul McLean - Brendan Moon - Stan Pilecki - John Roe - Tony Shaw - Andrew Slack - Peter Slattery - Damian Smith - Ben Tune - David Wilson - Quade Cooper |